# Whirlpool Rapids Bridge
Le Whirlpool Rapids Bridge est un pont situé à côté des chutes du Niagara. Il relie Niagara Falls (Ontario) au Canada à Niagara Falls (État de New York) aux États-Unis.
Sa construction débuta en 1896 et s'acheva l'année suivante. En 1937, le Niagara Railway Arch Bridge est devenu le pont Whirlpool Rapids. Il est localisé approximativement à 1,5 km au nord du pont Rainbow et à 2 km des chutes. En 1959, la Commission du pont de Niagara Falls acheta le pont Whirlpool Rapids à la Niagara Falls International Bridge Company (côté américain) et à la Lower Niagara Arch Bridge Company (côté canadien) dans le cadre d'une grande restructuration de la propriété et de l'exploitation des ponts de la gorge de la Niagara.